# Rhododendron 'Gudrun'
Rhododendron 'Gudrun' (рус. 'Гудрун') — сорт вечнозелёных рододендронов гибридного происхождения. Создан в начале XX века в Германии Рудольфом Зейделем. Зарегистрирован IRRC.

## Биологическое описание
В возрасте 10—15 лет кусты имеют высоту и ширину 120(150) × 120(150) см. Максимальная высота около 2 метров.
Листья вечнозелёные. Соцветия имеют высоту около 120 мм, ширину около 110 мм.
Зимой бутоны красновато-коричневые. Цветки около 7 см в диаметре, белые, по краям видны розоватые оттенки, на верхних лепестках имеется тёмное сиреневое пятнышко — издали они напоминают цветки сорта 'P.M.A. Tigerstedt'. Аромат отсутствует.

## В культуре
В Германии цветёт в середине-конце мая.
По немецким данным выдерживает понижения температуры до −25..-26 °С.
Успешно выращивается в Финляндии в арборетуме Мустила.

## Потомки
- 'Andrea' Ottomar Domschke (до 1978) =('Gudrun' × 'Humboldt')
- 'Frühlingsfreude' Ottomar Domschke (до 1978) =('Gudrun' × 'Humboldt')
- 'Hannelore', Ottomar Domschke (около 1975) =('Gudrun' × 'Humboldt')
- 'Katharina' Ottomar Domschke (до 1978) 	=('Gudrun' × 'Humboldt')
- 'Madlen' Ottomar Domschke (до 1978) =('Gudrun' × 'Humboldt')
- 'Marina Domschke' Ottomar Domschke (до 1978) =('Gudrun' × 'Humboldt')
- 'Martin' Ottomar Domschke (до 1978) =('Gudrun' × 'Humboldt')
- 'Michael' Ottomar Domschke (до 1978) =('Gudrun' × 'Humboldt')